# John Day Fossil Beds nationalmonument

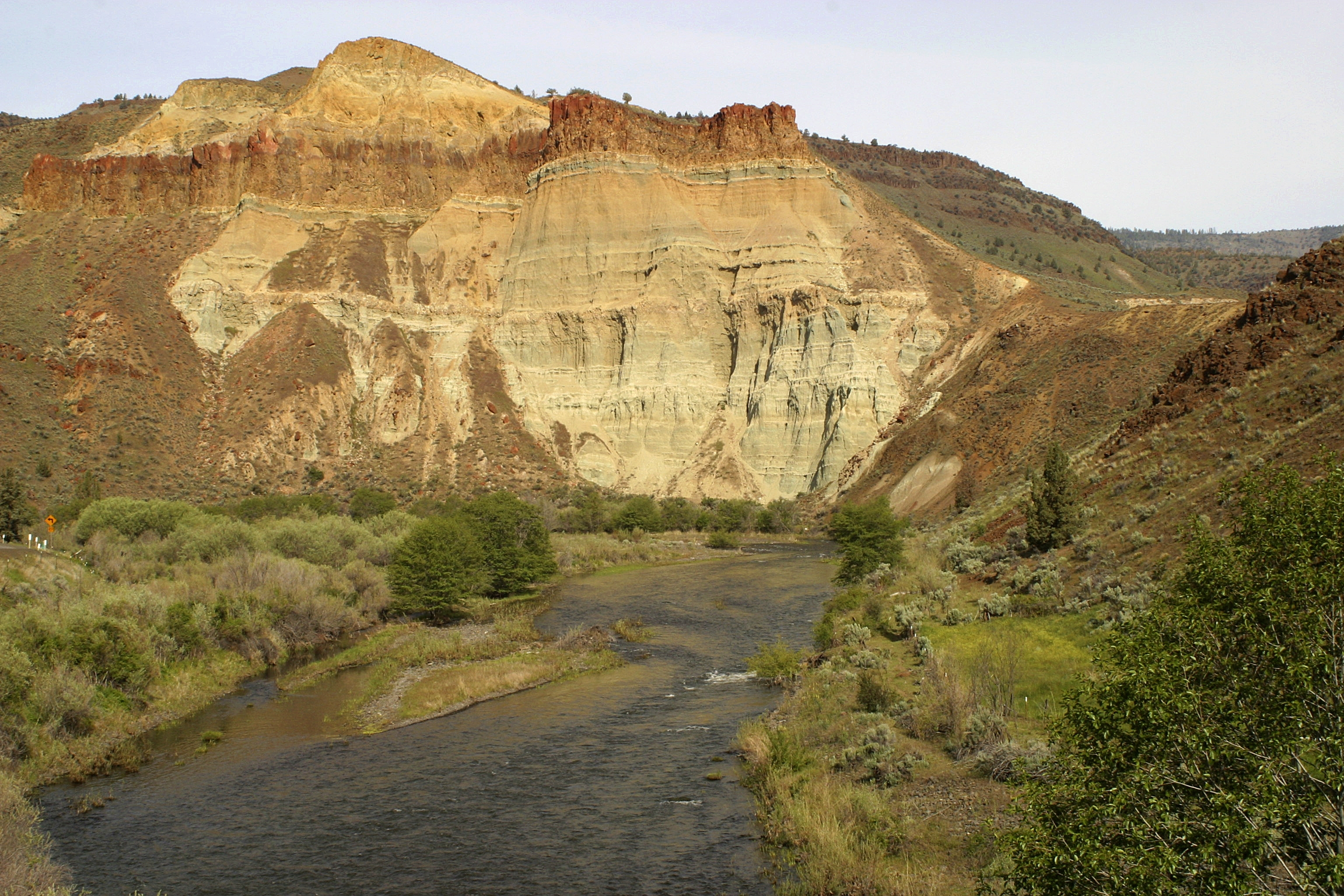
John Day Fossil Beds nationalmonument

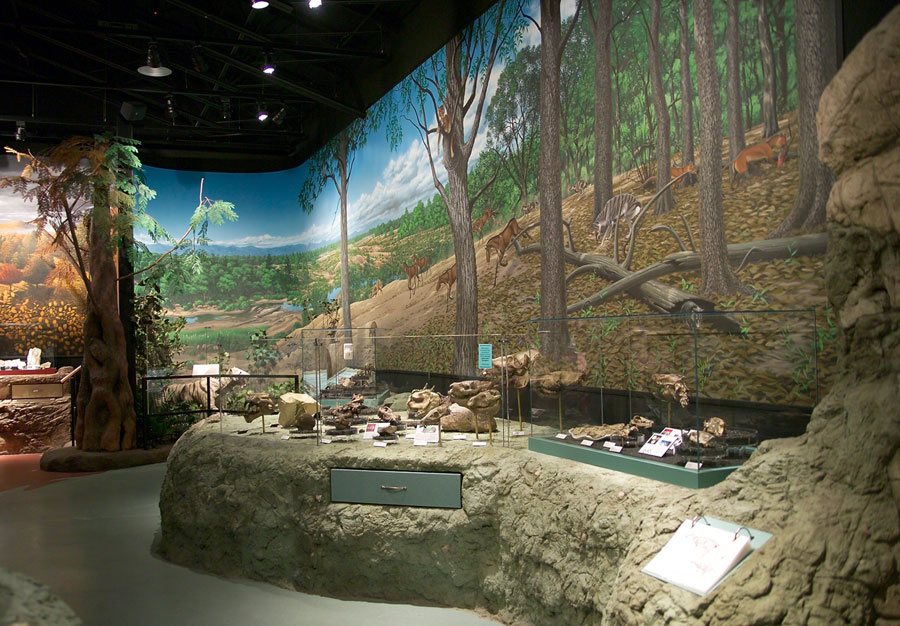
Utställning i besökcentrat

John Day Fossil Beds nationalmonument ligger dels i Wheeler County, dels i Grant County i delstaten Oregon i USA. Förutom att vara ett naturskönt område med vandringsleder finns här även 700 platser med fossil. Varje sommar jobbar palentologer i området för att dokumentera och ta vara på fossil.